# Eduard Quesar
Julius Eduard Quesar (* 8. November 1807 in Warasdin; † 3. April 1874 in Graz) war ein österreichischer Verwaltungsjurist, Richter und Politiker.

## Leben
Quesar war der Sohn des Salzamtskontrolleurs Franz Quesar und katholischer Konfession. Er studierte von 1823 bis 1829 Staats- und Rechtswissenschaften an der Universität Graz. Dort wurde er 1829 zum Dr. phil. und 1832 zum Dr. jur. promoviert.
Von 1829 bis 1832 war er Rechtspraktikant, von 1833 bis 1841 Konzeptspraktikant bei der steiermärkischen Kammerprokuratur in Graz und von 1841 bis 1848 Fiskaladjunkt bei der galizischen Kammerprokuratur in Lemberg. In den Revolutionsjahren 1848 und 1849 war er Landrat beim Landrecht in Leoben, wo er von 1849 bis 1850 als Aushilfsreferent beim Appellationsgericht in Leoben arbeitet. Von 1850 bis 1851 war er Staatsanwalt beim Landesgericht in Leoben.
Zwischen 1851 und 1852 war er Ministerialsekretär, von 1852 bis 1856 Sektionsrat und seit 1856 Ministerialrat im österreichischen Justizministerium in Wien. Von 1851 bis 1856 war er auch Prüfungskommissär der judiziellen Abteilung der theoretischen Staatsprüfung in Wien. Von 1861 bis 1868 gehörte er dem Österreichischen Staatsrat in Wien an. 1862 wurde er mit dem Titel Geheimrat geehrt. Zwischen 1868 und 1869 war er Mitglied des österreichischen Staatsgerichts, seit 1869 Mitglied des österreichischen Reichsgerichts in Wien.
Vom 29. November 1848 (für Karl Peintinger) bis zum 13. April 1849 vertrat er den Wahlkreis 14. Steiermark (Leoben) in der Frankfurter Nationalversammlung. Im Parlament blieb er fraktionslos und stimmte überwiegend mit dem Linken Zentrum. Er gehörte zu den Abgeordneten die gegen die Wahl Friedrich Wilhelms IV. zum Kaiser der Deutschen stimmten. 